# La Noë-Poulain
La Noë-Poulain è un comune francese di 202 abitanti situato nel dipartimento dell'Eure nella regione della Normandia.

## Società

### Evoluzione demografica
Abitanti censiti